# أدولف أوربان
أدولف أوربان (9 يناير 1914 ستارايا روسا روسيا - 23 مايو 1943 ستارايا روسا روسيا) هو لاعب كرة قدم ألماني سابق كان يلعب كلاعب وسط شارك خلال مسيرته في الألعاب الأولمبية الصيفية 1936.

## روابط خارجية
- أدولف يوربان على موقع قاعدة بيانات كرة القدم.إي يو (الإنجليزية)
- أدولف يوربان على موقع ناشيونال فوتبول تيمز (الإنجليزية)
- أدولف يوربان على موقع عالم كرة القدم.نت (الإنجليزية)
- أدولف يوربان على موقع أوليمبيديا (الإنجليزية)